# Hagymatönkű tuskógomba
A hagymatönkű tuskógomba (Armillaria cepistipes) a Physalacriaceae családba tartozó, az északi félteke mérsékelt övi zónájában megtalálhatós, korhadó faanyagon növő, nyersen mérgező gombafaj. 

## Megjelenése
A hagymatönkű tuskógomba kalapja 2-13 cm széles, domború vagy púpos. Színe cserszínű vagy okkersárga, felületét ritkásan szálas pikkelyek fedik.
Húsa vastag, fehér. Szaga dohos, szappanszerű, íze fanyar, szappanos.  
Viszonylag ritkán álló lemezei tönkhöz nőttek. Színük világossárga vagy halvány cserszínű.
Tönkje erős, hosszában szálas. Töve megvastagodott, színe fehéres vagy világosbarna. Gallérja vastag, lecsüngő, fehér vagy halványszürke.
Spórapora fehér. Spórája ellipszis alakú, mérete 8-10 x 5-7 μm.

### Hasonló fajok
A gumós tuskógombával vagy a gyűrűs tuskógombával lehet összetéveszteni. 

## Elterjedése és termőhelye
Az északi mérsékelt övben széles körben elterjedt, gyakori faj.
Lombos vagy fenyőerdőkben, parkokban, kertekben található meg, ahol a korhadó fatörzseken él. Ősszel terem. 
Nyersen mérgező, legalább 20 percig kell főzni és a vizét leönteni róla. Így is lehetnek, akik érzékenyek rá, és allergiaszerű reakciót, gyomorpanaszokat, hasmenést okozhat. Az idősebb vagy dércsípte példányok erősebb reakciót váltanak ki.   

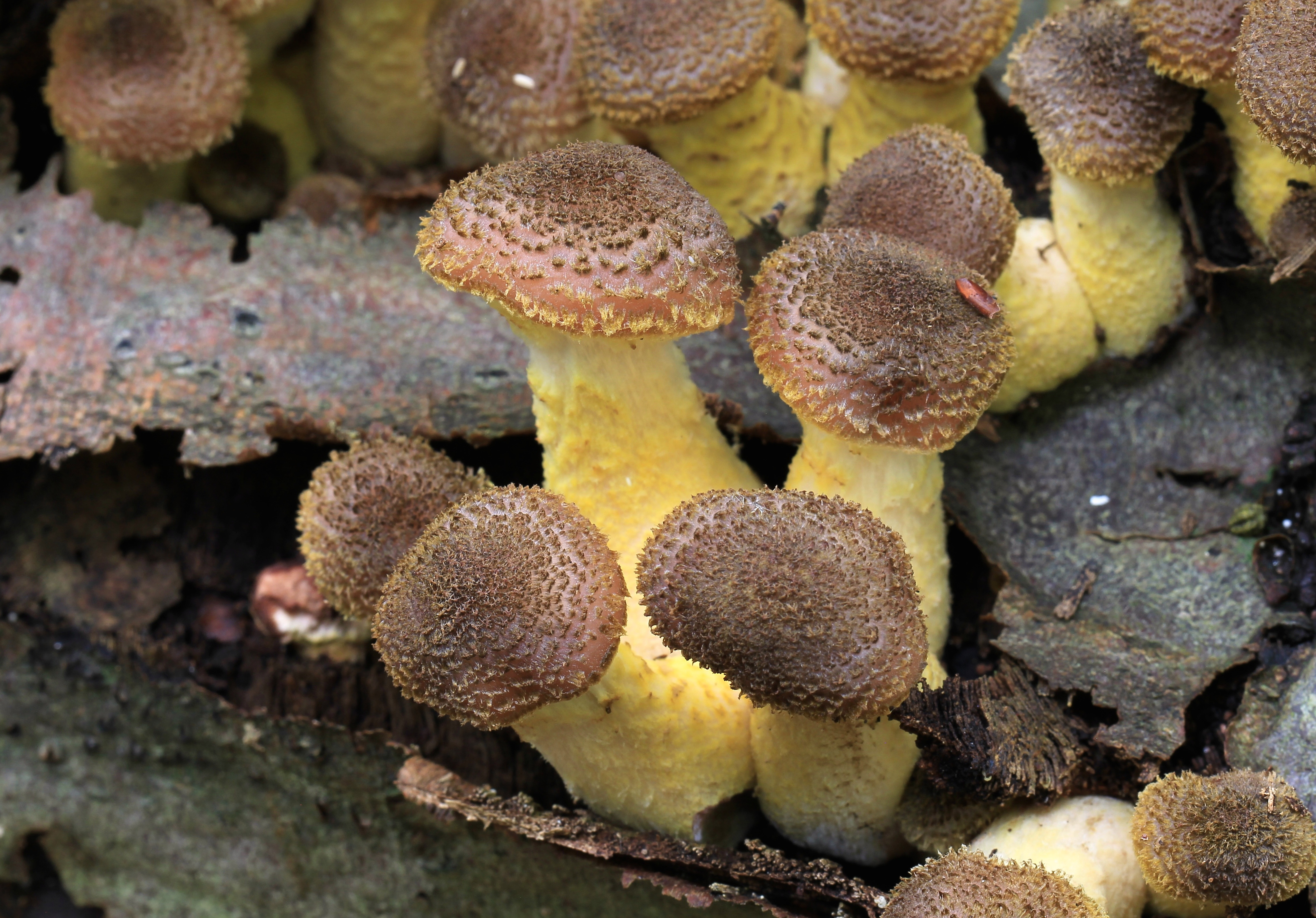
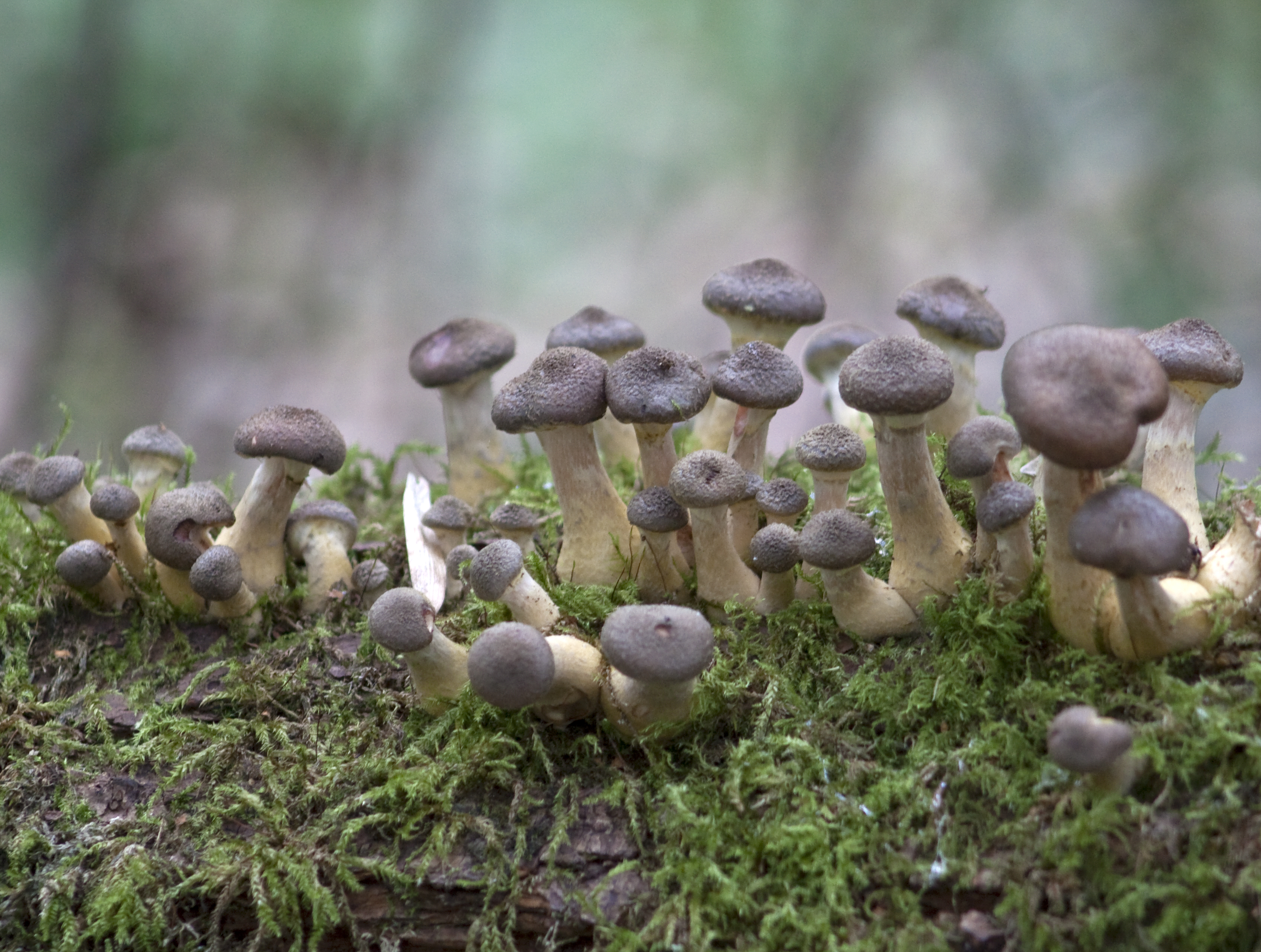
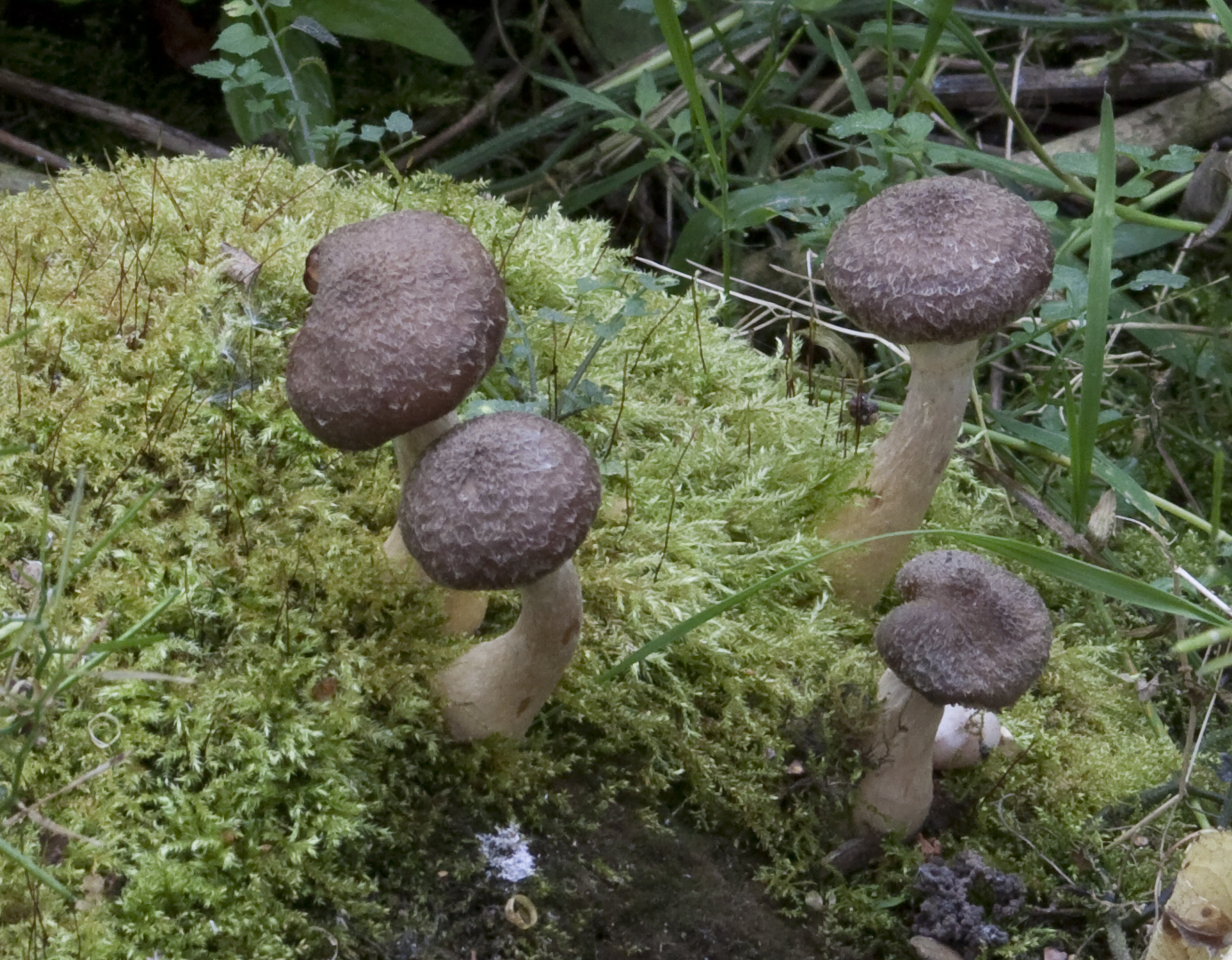